# Église Saint-Vincent-du-Temple de Port-Sainte-Marie
Pour les articles homonymes, voir Église Saint-Vincent.
L’église Saint-Vincent-du-Temple est située à Port-Sainte-Marie, dans le département de Lot-et-Garonne, en France.

## Historique
Les Templiers de la commanderie d'Argentens, près de Nérac, sont possessionnés à Port-Sainte-Marie dans le fief de Praissas depuis le début du XIIIe siècle. Ils y ont construit rapidement une maison et une église.
L'église du Temple a été construite en deux campagnes. La partie est, la plus ancienne, a été construite en briques. Ils ont ensuite agrandi vers l'ouest l'église, après 1274, en adoptant un parti plus complexe, construit en pierre.
La dîme du fief de la paroisse Saint-Vincent de Praissas appartenait au prieuré du Paravis, l'ordre de Fontevrault, à la suite de deux donations : le quart avait été donné peu après la fondation du monastère, en 1130, par un prêtre du nom d'Eusèbe. Les trois autres quarts ont été cédés au même monastère en 1216 par Arnaud IV de Rovinha, évêque d'Agen. L'église Saint-Vincent de Praissas était située extra muros, à 200 pas au midi de la ville.
En novembre 1274, Roncelin de Fos alors maître de la province templière de Provence rattache l'église Sainte Quitterie du Rivet avec la dîme qui en découlait à la commanderie de Port-Sainte-Marie, ceci avec l'assentiment d'Arnault Dauron,commandeur d'Argentens. 
Cette implantation de l'ordre du Temple à Port-Sainte-Marie pouvait créer des conflits avec les premiers occupants, le prieur de l'église Notre-Dame et les dames du monastère de Paravis. En 1271, un conflit concernant un cimetière a opposé le prieur de Notre-Dame, Hugues de Roquefort, et le commandeur du Temple, Arnaud d'Aule. Ils eurent recours à un arbitrage. En 1293, ce sont les dame du prieuré du Paravis  qui se plaignent des empiètements des templiers et dénoncent les injures, violences et sévices dont elles sont l'objet. Finalement les dames de Paravis adressèrent aux Templiers la proposition faite par Abraham à Loth de conserver leur amitié en se séparant (Genèse, XIII-9). Les templiers acceptèrent et échangèrent en 1298 tous leurs droits et biens à Port-Sainte-Marie en échange des granges de Bonnefond et de Lomies dans les environs de l'église Sainte-Foy-de-Jérusalem de Pont-du-Casse.
Les travaux de l'église du Temple ont alors été arrêtés.
Les dames du Paravis s'intéressèrent assez peu aux biens qu'elles avaient à Port-Sainte-Marie. Quand, en 1551, l'évêque d'Agen vint visité la paroisse, il a trouvé le prieuré situé contre l'église en ruines. Il commanda aux religieuses du Paravis de le remettre en état, mais sans succès. Les religieuses prirent l'habitude d'affermer l'enclos du prieuré. Puis en 1699, une sentence du sénéchal d'Agen adjugea le prieuré aux consuls de Port-Sainte-marie, mais les religieuses protestèrent, firent une transaction et gardèrent leurs droits sur le prieuré. Il est vendu 4 725 livre en 1790, puis est démoli. Pour l'église, les religieuses du Paravis ont aussi laissé l'église dans un état d'abandon. En 1551, le visiteur note qu'elle sert de magasin ou de remise et que des pourceaux sont dans le cimetière. Il ordonne aux religieuses de fermer le cimetière pour qu'aucun bétail n'y entre et de réparer l'église. Mais rien ne semble avoir été fait au début du XVIIe siècle.
L'église Saint-Vincent de Praissas eut à subir des destructions importantes au cours de la guerre de Cent Ans. Après le départ des Anglais elle ne fut pas restaurer et a été abandonnée. En 1668, elle est toute découverte, pleine de ronces et d'arbres. Finalement l'église Saint-Vincent a disparu et on a élevé à son emplacement un modeste oratoire. Le 4 mars 1609, les religieuses du Paravis cédèrent à la paroisse Saint-Vincent l'église du Temple.
A l'occasion de ce transfert du service de l'ancienne église Saint-Vincent à celle du Temple, le maître-autel, jusqu'alors dédié à saint Antoine, est placé sous l'invocation de saint Vincent. 
Le portail occidental est réalisé au XVIIIe siècle. 
Un bâtiment situé contre le côté sud de l'église est détruit pour permettre la réalisation de la voie ferrée vers 1852. 
L'église est désaffectée en 1882. Des restaurations intérieures (voûtes, enlèvement des badigeons et peintures) sont faites en 1938, d'après un projet des architectes J. Kaeherling et G. Rapin.
L'église Saint-Vincent-du-Temple a été classé au titre des monuments historiques en 1908,.

## Description
L'église se compose de deux parties bien distinctes correspondant à deux campagnes de travaux assez proches l'une de l'autre :
- la partie est, probablement la plus ancienne, caractérisée par l'emploi de la brique. Elle comporte trois travées et se termine par un chevet plat. Elle reprend un plan traditionnel des églises de l'ordre du Temple depuis le XIIe siècle.
- la partie ouest réalisée en pierre, probablement construite après 1274. Elle correspond à un programme de construction probablement plus ambitieux de deux travées de même hauteur et de même largeur que dans la partie est de l'église mais élargie de chaque côté par un collatéral étroit voûté d'ogives reposant sur des colonnettes adossées aux contreforts et reliées par des arcs aux piliers supportant les voûtes de la nef. Le clocher de deux étages est construit sur une partie de la première travée du collatéral nord. Les murs gouttereaux de cette partie sont construits en pierre sur 1,50 m de hauteur, puis en brique, sur 2 m environ, enfin, de nouveau en pierre.

Les travaux ont sans doute été interrompus au moment de l'échange de biens effectué en 1298 avec le prieuré fontevriste du Paravis. Le portail a dî être réalisé au XVIIIe siècle. À l'origine, on devait accéder à l'église par une petite porte se trouvant à l'est du clocher ou par une autre porte se trouvant côté nord dans la partie est de l'église.
Sur la clé de voûte de la première travée on distingue l'Agneau mystique portant l'étendard crucifère. On peut voir sur la seconde travée une clef de voûte représentant un chevalier, en armes monté sur un cheval caparaçonné, dont le heaume se rapproche, selon Georges Tholin, de ceux adoptés sous Philippe le Bel.